# Kleenex

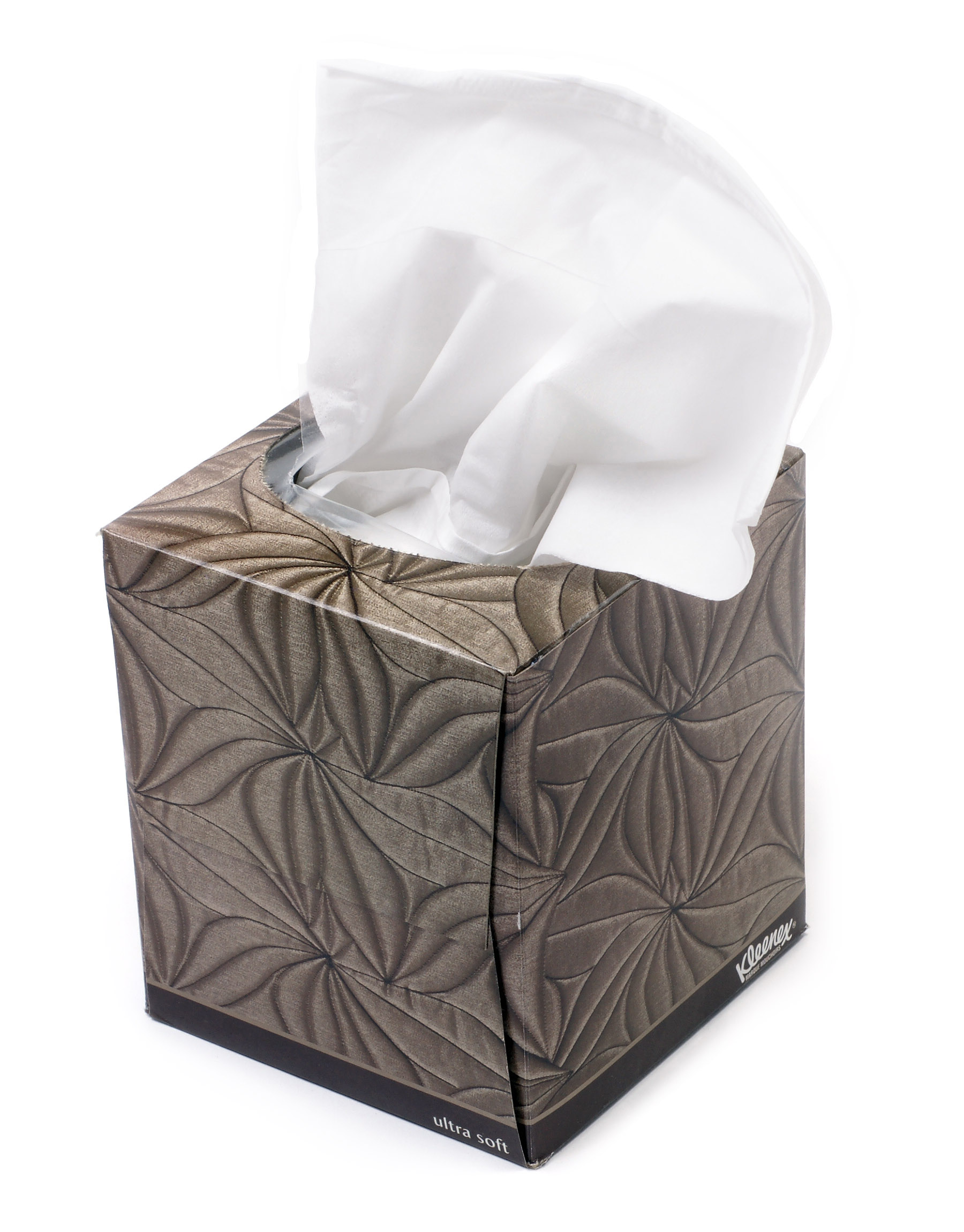
Kleenex-Box

Unter dem Markennamen Kleenex vertreibt das US-amerikanische Unternehmen Kimberly-Clark seit 1924 Hygiene-Artikel aus Papier. In der englischsprachigen Welt wird der Begriff synonym für Papiertaschentücher verwendet und findet sich deshalb in vielen Enzyklopädien, unter anderem im Oxford English Dictionary.

## Geschichte
Der Papierhersteller Kimberly-Clark aus Neenah, Wisconsin begann im Jahr 1924 erstmals in der westlichen Welt Taschentücher zum Einmalgebrauch zu vermarkten. Zunächst wurden die Tücher für die Gesichtspflege beworben, erst später zum Entfernen von Nasensekret bei Schnupfen. Bis dahin wurden Taschentücher allgemein aus Stoff hergestellt und nach der mehrfachen Verwendung gewaschen. Allerdings wurden in Japan zu diesem Zeitpunkt schon seit mehreren Jahrhunderten Papiertaschentücher verwendet. Im Jahr 1929 wurde die Kleenex-Box patentiert und vermarktet.
Heute macht Kimberly-Clark mit Kleenextüchern mehr als eine Milliarde US-Dollar Umsatz. Die Produkte der Markengruppe werden in 30 Ländern hergestellt und in 170 Ländern vertrieben.